# Град край морето
„Град край морето“ (на английски: City by the Sea) е американска криминална драма от 2002 г. на режисьора Майкъл Кантън-Джоунс. Във филма участват Робърт Де Ниро, Франсис Макдорманд, Джеймс Франко, Илайза Душку, Филям Форсайт и Джордж Дзундза.